# ويليام برادفورد ريد
ويليام برادفورد ريد (بالإنجليزية: William Bradford Reed)‏ هو محامي ودبلوماسي وصحفي وسياسي أمريكي، ولد في 30 يونيو 1806 في فيلادلفيا في الولايات المتحدة، وتوفي في 18 فبراير 1876 في نيويورك في الولايات المتحدة. حزبياً، نشط في الحزب الديمقراطي.